# Mimeusemia lombokensis
Mimeusemia lombokensis là một loài bướm đêm trong họ Noctuidae.